# Viva Las Vegas (programma televisivo)
Viva Las Vegas è stato un programma televisivo di intrattenimento di MTV Italia che andava in onda nell'estate 2005 condotto da Alessandro Cattelan e Giorgia Surina.
Il programma, che poteva essere considerato un restyling del vecchio MTV On The Beach, intervistava i personaggi più strani che popolano la famosa città del gioco, raccontando in ogni episodio una mini-storia della loro vita.
Dato l'addio della vj Giorgia Surina dalla rete e già impegnata con un altro programma su MTV Italia (Total Request Live) insieme allo stesso Alessandro ci fu solo una stagione di Viva Las Vegas.
Viva Las Vegas costituisce una sorta di trilogia di genere, per modalità e sviluppo del programma, con altre due trasmissioni:
- MTV Switch Trip (2006), condotti da Filippo Nardi, Carolina Di Domenico, Francesco Mandelli e Vesna Luisi.
- Lazarus (2008), condotti da Alessandro Cattelan e Francesco Mandelli.